# الانزلاق الزمني المريخي
الانزلاق الزمني المريخي هي رواية خيال علمي صدرت عام 1964 للكاتب الأمريكي فيليب ك. ديك ، وتدور أحداثها في مستعمرة على المريخ ، وتتناول موضوعات المرض العقلي ، وفيزياء الزمن ، ومخاطر السلطة المركزية.
نُشرت الرواية لأول مرة بعنوان "كلنا رجال المريخ" ، ونُشرت على شكل حلقات في أعداد أغسطس وأكتوبر وديسمبر من مجلة " عوالم الغد" عام ١٩٦٣. أما النشر اللاحق عام ١٩٦٤ بعنوان "انزلاق زمني مريخي"، فكان مطابقًا تقريبًا، مع فواصل فصول مختلفة. 

## ملخص القصة
جاك بولن هو عامل صيانة هاجر إلى المريخ هربًا من نوبات الفصام التي يعاني منها. يعيش مع زوجته وابنه الصغير على أطراف إحدى المستوطنات. المريخ مستعمرة تعاني من الصعوبات، حيث تنعكس الصراعات الموجودة على الأرض المكتظة بالسكان (والتي تعتمد إلى حد كبير على العلاقات في زمن الحرب الباردة) بشكل غير مباشر على الكوكب. ومع ذلك، من أجل تشجيع الاستثمار والهجرة من الأرض، يتم إخفاء أكبر مشاكل المستعمرة. من بين هذه المشاكل أن السفر عبر الفضاء يسبب طفرات جينية و"ولادات غير طبيعية".
يصادف بولن بالصدفة آرني كوت، الزعيم الصارم لاتحاد عمال المياه، عندما تُستدعى مروحيتاهما لمساعدة مجموعة من البيليكمان الذين يعانون من الجفاف الشديد. البيليكمان هم السكان الأصليون للمريخ ويُعتقد أنهم يشبهون وراثيًا قبائل الخويخوي على الأرض. يعاتب بولن كوت لتردده في مساعدة البيليكمان، وهو ما يغضب كوت. وكمكافأة له، يمنح البيليكمان بولن حجرًا مقدسًا يُعرف بـ"ساحرة الماء" يقولون إنه سيحميه.
بعد زيارة لطليقته آن إستيرهازي بشأن طفلهما "الشاذ"، يسمع كوت عن نظريات الدكتور ميلتون غلاب، وهو معالج نفسي في مخيم بن-غوريون، وهو مؤسسة للمصابين باضطرابات النمو الشاملة. يعتقد غلاب أن الأمراض النفسية قد تكون حالات متغيرة من إدراك الزمن. يبدأ كوت بالاهتمام بمانفريد شتاينر، وهو صبي مصاب بالتوحد في المخيم، على أمل أن يتمكن من التنبؤ بالمستقبل – وهي مهارة يمكن أن يستفيد منها كوت في مشاريعه التجارية. والد مانفريد، نوربرت شتاينر، كان مستوردًا شهيرًا للسلع الفاخرة المهربة وقد انتحر مؤخرًا. بعدها، يتحرك كوت للاستيلاء على أعماله دون علم مساعد نوربرت، أوتو تسيته.
يطلب كوت من الدكتور غلاب أن يُعيره مانفريد (الذي أصبح يتيمًا الآن) لبناء جهاز يبطئ تفاعلاته مع الناس ويسمح لمانفريد بالتواصل معهم (وبالتالي، تمكين كوت من معرفة المستقبل). ولهذا الغرض، يؤجر كوت (ثم يشتري لاحقًا) عقد بولن من صاحب عمله ليعمل بدوام كامل على بناء الجهاز. يبدأ بولن بتكوين علاقة ودية مع مانفريد، لكن المهمة تتسبب له بضغوط نفسية لأنه يخشى أن يؤدي احتكاكه بالمرضى العقليين إلى انتكاسة. كما يبدأ بعلاقة غرامية مع عشيقة كوت، دورين أندرتون.
ينتقل السرد إلى منظور مانفريد، الذي يخاف من مستقبل يراه وحده، حيث يكون رجلاً عجوزًا منهكًا، محاصرًا في سرير مزود بأجهزة دعم الحياة، يعيش في منشأة طبية مهجورة تُدعى "أم-ويب"، وهي مكان يُلقى فيه أناس منسيون مثله. نكتشف لاحقًا أنه مهووس بهذه الرؤية، مما يمنعه من التركيز على الحاضر.
في هذه الأثناء، يصل والد بولن، ليو – وهو مضارب عقاري ثري من الأرض – إلى المريخ ليطالب بحقوق ملكية في سلسلة جبال فرانكلين د. روزفلت، بعد تلقيه معلومة من الداخل بأن الأمم المتحدة تخطط لبناء مجمع سكني ضخم هناك. يكتشف كوت أن هناك مضاربًا باسم مستعار وصل إلى المنطقة، ويصبح مهووسًا بمعرفة موقع شرائه للأرض حتى يتمكن من شرائها قبله (وتصبح نبوءات مانفريد هي الوسيلة الأساسية لهذا الغرض).
في رحلة إلى السلسلة الجبلية مع والده، يصطحب بولن مانفريد الذي يرسم صورة أثناء تسجيلهم لملكية الأرض. تُظهر الصورة المجمعات السكنية القادمة ولكن في حالة تدهور، في المستقبل البعيد. يدرك بولن أن مانفريد يستطيع فعلًا التنبؤ بالمستقبل، ويربط اسم "أم-ويب" الموجود على المبنى بنمط تسمية المجمعات السكنية التعاونية على الأرض.
في مهمة صيانة سابقة، أُرسل بولن إلى المدرسة العامة لإصلاح المجسّمات التعليمية، وهي روبوتات تُجسّد شخصيات تاريخية وتُستخدم في التعليم. هذه المجسّمات تثير قلق بولن لأنها تذكّره بنوبات فصامه، حيث كان يرى الناس من حوله كأنهم روبوتات بلا حياة. عندما يصطحب مانفريد إلى المدرسة خلال إحدى المهام، تبدأ المجسّمات في التصرف بغرابة، كما لو أن مانفريد يؤثر على وظائفها. يُطلب من بولن أخذ مانفريد بعيدًا، لكنه يتعرض لانهيار نفسي، ويرى العالم من منظور مانفريد، ويصاب بنوبة هلع شديدة. يصل الدكتور غلاب ويصطحبهما خارجًا، محذرًا بولن من الاستمرار في التفاعل مع مانفريد لأنه قد يدفعه إلى الانتكاس إلى فصام دائم.
ثم يصل السرد إلى جوهر القصة – اجتماع بين كوت وبولن وعشيقة كوت، دورين، في منزل كوت، بحضور مانفريد. يعرض بولن على كوت الرسم الذي أنجزه مانفريد ويشرح له أن والده كان المضارب القادم من الأرض، وقد سجل بالفعل ملكيته لسلسلة جبال روزفلت. حتى تلك اللحظة، لم يكن بولن يعلم بخطط كوت، ويعتذر عن هذا الالتباس. هذا المشهد يُعاد عرضه ثلاث مرات في فصول متتالية، من وجهة نظر كل شخصية (وإن كان جزئيًا من خلال عيني مانفريد – وربما بولن أيضًا)، قبل أن يحدث فعليًا في الخط الزمني للقصة. ومع كل تكرار، تصبح الأحداث أكثر غرابة والإدراكات أكثر هلوسة. وعندما تصل القصة إلى النقطة الحاسمة، حيث يشرح بولن الخبر السيئ (وهو أمر يخشاه بشدة بعد رؤيته نتيجة مميتة له)، فإنه لا يختبر الحدث بنفسه (أو على الأقل، لا يتذكره لاحقًا). يتوقف وعيه عند وصوله هو ودورين إلى منزل كوت ويستأنف بعد مغادرته. هو فقط يعرف أنه وكوت افترقا وكأنهما أصدقاء، لكنهما في الحقيقة عدوان.
خلال تكرار هذا المشهد، يتضح أن هيليوغابالوس، خادم كوت من البيليكمان، يستطيع التواصل مع مانفريد بسهولة (في الغالب عن طريق التخاطر). يشرح هيليوغابالوس أن البشر من وجهة نظر مانفريد هم كائنات غريبة يعيشون في زمن متشظٍ، حيث يختفون من مكان ويظهرون في آخر ويتحركون بطريقة متشنجة وغير منسقة. أما هيليوغابالوس، فيتحرك برشاقة وسلاسة بالنسبة لمانفريد (ونكتشف لاحقًا أن جميع البيليكمان هكذا في نظره).
تحت ضغط كوت، يكشف هيليوغابالوس أن الصخرة المقدسة للبيليكمان، والمعروفة باسم "نوبّي القذر"، يمكن أن تُستخدم كمدخل للسفر عبر الزمن، وقد يتمكن مانفريد من فتحه. يتركز اهتمام كوت على تغيير الماضي بهدفين: الانتقام من بولن، والمطالبة بسلسلة جبال روزفلت قبل أن يفعل والده. يُحذر هيليوغابالوس كوت من أن مهاجمة بولن ستكون خطيرة لأنه يملك "ساحرة الماء". (ومن المثير للاهتمام، أن النصف الثاني من القصة يشهد تزايد محاولات الدكتور غلاب للتدخل لصالح بولن، ومن غير الواضح إن كان ذلك نتيجة لساحرة الماء، أو لتلاعب مانفريد بالزمن، أو لأن الدكتور غلاب نفسه بدأ يفقد توازنه العقلي). كما يوضح هيليوغابالوس أن مانفريد سيساعد كوت فقط إذا وعده بإعادته إلى الأرض، وتغيير المستقبل حتى لا ينتهي به المطاف في مبنى "أم-ويب" المرعب.
يأخذ كوت مانفريد في رحلة حج إلى "نوبّي القذر" ويتم نقله عبر الزمن إلى النقطة التي ظهر فيها لأول مرة في الرواية (خارجًا من حمام فخم تديره النقابة). يجد نفسه يعيد الخطوات التي قادته للقاء بولن، بينما يواجه اضطرابات إدراكية (وهي، عمليًا، إدراك مانفريد البارد والمظلم للواقع). لا يستطيع الوصول إلى الجبال لغرس ملكيته، إذ يُجبر قانونيًا على مساعدة البيليكمان الذين يعانون من الجفاف، كما فعل سابقًا. وهناك يلتقي مرة أخرى ببولن، لكن أثناء محاولته إطلاق النار عليه، يُصاب كوت بسهم مسموم من أحد البيليكمان. وسط ألمه ويأسه، لا يتمنى سوى العودة إلى خطه الزمني الأصلي ويقسم على التخلي عن انتقامه.
يستيقظ كوت في "نوبّي القذر" ويدرك أنه فشل في تغيير الماضي. ممتنًا لعودته، يقرر التخلي عن مخططاته، وترك دورين، وترك بولن يعيش حياته. لا يزال يرغب في مساعدة مانفريد، لكن مانفريد قد تاه أثناء تجربة "السفر عبر الزمن" المزعومة (أي أن لا شيء فعله كوت في "الماضي" يبدو أنه أثّر على الحاضر).
وأثناء مغادرته "نوبّي القذر"، يلوّح كوت لمروحية في السماء، معتقدًا أنها تقلّ بولن ودورين. لكنها في الواقع تقلّ أوتو تسيته، الذي كان كوت قد دمّر مستودعه سابقًا. بعد انتحار نوربرت شتاينر، حاول كوت، باعتباره زبونه الأكبر، الاستيلاء على تجارة السلع المهربة التي كان يديرها، لكن تسيته سبقه، مما دفع رجال كوت إلى تدمير منشأته التجارية والممتلكات المجاورة، مع ترك رسالة تقول: "آرني كوت لا يحب ما تمثله". يطلق تسيته النار على كوت، الذي يعتقد أنه ما يزال في إحدى هلوسات مانفريد. يهبط بولن ودورين بمروحية كوت وينقلانه إلى لويستاون. يموت كوت أثناء الرحلة، معتقدًا حتى اللحظة الأخيرة أنه ما يزال يمر بهلوسة أخرى.
في هذه الأثناء، ينضم مانفريد إلى مجموعة من البيليكمان يغادرون سلسلة جبال روزفلت مع بدء الأمم المتحدة في أعمال البناء.
يعود بولن إلى زوجته سيلفيا، التي كانت قد خضعت لإغراءات تسيته أثناء جولاته التجارية. وعلى الرغم من اعترافهما المتبادل بالخيانة (جاك مع دورين، وسيلفيا مع تسيته)، يقرران الحفاظ على زواجهما. في منزل آل شتاينر المجاور، يحدث اضطراب، وتركض أرملة نوربرت تصرخ في الليل. وعندما يدخل بولن وسيلفيا، يكتشفان وجود رجل عجوز عليل على كرسي متحرك، موصول بالأنابيب، يرافقه البيليكمان. يدرك بولن أنه مانفريد المستقبلي. لقد أنقذ نفسه من "أم-ويب" وعاد عبر الزمن ليرى عائلته ويشكر بولن.
في مشهد ختامي هادئ، يتجول بولن ووالده في الظلام بحثًا عن أرملة شتاينر، وأصواتهما "عملية وكفؤة وصبورة"، وكأنهما عازمان على مساعدة مانفريد في توديع والدته.

## الاقتباسات

### فيلم
حاول بريان ألديس إقناع ستانلي كوبريك بإنتاج فيلم مبني على الرواية، لكن كوبريك لم يكن مهتمًا، حيث قال: "ستانلي أزاح اقتراحي جانبًا ببساطة. لا نقاش. لا وقت ليُهدر."
في عام 2013، خططت الكاتبة والمخرجة دي ريس لإنتاج فيلم مقتبس من انزياح الزمن المريخي. وعلى الرغم من أنها لم تُكمل الفيلم في النهاية، إلا أن جهودها عرّفتها على إيسا ديك هاكيت، ابنة فيليب ك. ديك، وقادت لاحقًا إلى إنشاء سلسلة التلفزيون الشهيرة أحلام كهربائية، المبنية على أعمال ديك.

### الكتاب الصوتي
- تم إصدار كتاب صوتي بعنوان A Martian Time-Slip — قرأه جروفر جاردنر (ربما تحت اسمه المستعار توم باركر)، غير مختصر، مدته حوالي 9 ساعات على 6 أشرطة صوتية — في عام 1998.
- صدرت نسخة صوتية ثانية غير مختصرة من رواية "انزلاق زمني على المريخ" عام ٢٠٠٧. قرأها أيضًا غروفر غاردنر، وتبلغ مدتها حوالي ٩.٥ ساعات على ثمانية أقراص مدمجة . صدرت تحت عنوان "انزلاق زمني على المريخ والرجل الذهبي "، وتتضمن أيضًا قراءة لقصة ديك القصيرة " الرجل الذهبي ".

## الاستقبال النقدي
حظيت رواية انزياح الزمن المريخي بترحيب نقدي إيجابي في الغالب، حيث أشاد النقاد بتناولها لموضوعات مثل طمس التاريخ، والاستعمار، والهجرة، والمرض النفسي. ترى سوزان ويبر أن استعمار "البليكمن" في المريخ يُعدّ استعارة للاستعمار الغربي للشعوب الأصلية. وتُفسّر جهود المدرسة العامة في الرواية للحفاظ على "نسخة صحيحة" من التاريخ — والمبررة في السياق الروائي كوسيلة لمنع المرض النفسي — على أنها محاولة لمحو وجهات النظر المهمّشة.
تُعزز البيئة شبه المستقبلية للرواية، والتي تُشبه ثقافيًا أمريكا الستينيات، موقعها كعمل نقدي معاصر. وترى إلينا كوروني أن الرواية كانت سبّاقة في تناولها لموضوع التغير المناخي، حيث تشير إلى أن احتمال هروب البشر من عواقب التغير المناخي عبر استعمار المريخ بات أكثر واقعية من كونه مجرد خيال علمي، وتُعد الرواية نقدًا فعّالًا لهذه الفكرة. فالمستعمرون يزيحون "البليكمن"، الذين تمكنوا من العيش المستدام على المريخ، لصالح إنشاء ديستوبيا رأسمالية مدمّرة للمناخ، تمامًا كما دُمّر مناخ الأرض.